# NO. 6
NO. 6은 일본 소설가 아사노 아쓰코의 소설과 이를 바탕으로 본즈가 만든 일본 애니메이션이다.

## 줄거리
NO. 6은 모든 최첨단 편의시설이 갖추어진 이상 도시. 그곳에 어머니와 함께 거주하는 시온은 지명수배자 네즈미를 숨겨준 일이 뒤늦게 탄로나 모든 권리와 혜택이 무효가 되고 주변지대인 로스트타운으로 퇴출당한다. 그렇게 조용히 사나 싶었지만, '기생벌' 을 목격했다는 이유와 불만을 가졌다는 이유로 일명 교정시설로 보내지던 중, 네즈미(생쥐)의 도움으로 탈출하여 벽 밖에 살게된다. 그 후, 사후가 잡혀 가게 된 것을 알게 된 시온은 사후를 구출하러 가지만, 신과 동체화 돼버린 사후를 결국 구하지 못하고, 죽을 뻔했으나 사후가 마지막에 살려주게 된다. 그리고 생쥐는 떠난다.

## 등장 인물
- 시온
- 네즈미
- 사후
- 이누카시
- 리키가